# Antoine Quinquet
Antoine Quinquet (9 de març de 1745, Soissons - 1803) fou un farmacèutic i inventor francès. L'any 1760 va començar com a aprenent d'un apotecari a la mateixa ciutat i el 1777 es va traslladar a París on va treballar per Antoine Baumé i el 1779, va tornar a París on va obrir la seva pròpia farmàcia.

## Altres interessos científics
El 1783 va participar en la construcció d'un globus que va ser presentat al rei pels Montgolfier.
Estava interessat en millores en la il·luminació i també el 1783, va millorar la làmpada inventada per Aimé Argand mitjançant l'addició d'una xemeneia de vidre. Aquests llums van ser venuts sota el seu propi nom i van passar a denominar-se quinquet a França.
El 1794 es va convertir en el cap farmacèutic de l'Hospital Nacional i va morir el 1803.